# Risto Mejide
Ricardo Mejide Roldán (Barcelona, 29 de noviembre de 1974), más conocido como Risto Mejide, es un presentador de televisión, escritor y publicista español.
Se dio a conocer por ser jurado en el concurso Operación triunfo entre 2006 y 2009, principalmente por sus polémicas valoraciones de los concursantes. Actualmente presenta Todo es mentira y Chester en Cuatro y DEMOS en Telecinco. forma parte del jurado de Got Talent España en Telecinco.

## Formación
Estudió en Viaró Global School y es licenciado en Dirección de Empresas por ESADE. Ejerció como docente durante algunos años y ha sido director de varias agencias de publicidad. En este terreno ha trabajado con reconocidas empresas como Bassat Ogilvy & Mather, Saatchi & Saatchi, Euro RSCG y S.C.P.F. y con artistas tan importantes como Britney Spears, U2, Radiohead y Lou Reed.

## Carrera

### Comienzos en la música
Su relación con el mundo de la música se remonta a su juventud, a mediados de los años 1990. Con 21 años lideró la banda OM, en la que componía, cantaba y tocaba el teclado. Finalmente, disolvió la formación para dedicarse profesionalmente a la publicidad. Ejerció entre 2008 y 2010 como productor ejecutivo en el proyecto musical Labuat con un grupo liderado por la ganadora de Operación Triunfo 2008, Virginia Maestro, pero tuvo escaso éxito.

### Salto a los medios en televisión
En junio de 2006 hizo su estreno en televisión como jurado del concurso El invento del siglo, emitido por Antena 3. El programa se retiró una semana después de su estreno pero la productora, Gestmusic Endemol, decidió seguir contando con él para la quinta edición de Operación Triunfo.
En este concurso de talentos alcanzó gran popularidad por sus duras y cáusticas críticas, no solo a los concursantes, sino también a los profesores y a los responsables del programa. Risto Mejide se convirtió en un fenómeno mediático, hasta el punto de que la audiencia del programa, cuya cuota de pantalla media rondaba el 20 %, se disparaba hasta el 50 % de cuota de pantalla solo durante sus intervenciones. A raíz de su popularidad, en 2007 se incorporó como colaborador al programa radiofónico Protagonistas en Punto Radio. En la temporada 2007/08 se pasó a Julia en la onda, programa conducido por Julia Otero en Onda Cero.
Durante 2007 también colaboró brevemente en otros programas de Gestmusic explotando su controvertida faceta de crítico: fue polemista en el debate Paranoia semanal, de Antena 3, y estuvo al frente de la sección Haciendo amigos del magacín Channel N.º4 de Cuatro. Asimismo, redacta una columna semanal en el Diario ADN del Grupo Planeta.
En 2008 salió a la venta su primer libro, El pensamiento positivo. Poco después regresó como jurado al programa de Telecinco Operación Triunfo 2008. También publicó su segundo libro El sentimiento negativo.
En julio de 2009 fue expulsado como jurado de Operación Triunfo tras una discusión con Jesús Vázquez y poco después comenzó a presentar su propio programa, G-20, cancelado al poco de su estreno. En 2011 entró como jurado en Tú sí que vales, de Telecinco. Fue fichado para el año 2018 como jurado de la tercera edición de Factor X, presentado por Jesús Vázquez, producido por Grundy y emitido en Telecinco. A partir de otoño de 2021 colaboró en el programa Top Star ¿Cuánto vale tu voz? emitido en Telecinco.

### Programas de entrevistas
A lo largo de 2014, y durante dos temporadas, presentó en la cadena de televisión Cuatro el programa de entrevistas Viajando con Chester. Aunque el formato se renovó en una cuarta temporada de entrevistas, Risto fue sustituido al frente del programa por Pepa Bueno debido a la ruptura de la relación laboral que unía Mediaset España con Mejide en febrero de 2015. Apenas un mes después, Atresmedia, principal competidor de Mediaset, llegó a un acuerdo con el presentador y firmó con él un contrato de larga duración para diversos proyectos. Al rincón de pensar, un programa de entrevistas estrenado en mayo, fue su primer programa para Antena 3. 
En julio de 2016 se confirmó que el publicista volvía al grupo Mediaset España tras un año y medio desde su salida. Unos días más tarde se confirmó que su primer proyecto en el grupo sería como jurado de la segunda edición del programa Got Talent España de Telecinco en sustitución de Jesús Vázquez.
A finales de noviembre de 2016 se anunció que volvía a Cuatro en 2017 con un nuevo programa de entrevistas titulado Chester in love. En su sexta temporada pasó a llamarse simplemente Chester.
Tras esto, a finales de marzo de 2017, se anunció que presentaría en el prime time de Telecinco el programa All you need is love... o no junto a Irene Junquera; sin embargo, tras sus bajas audiencias, el programa solo duró una temporada en emisión. En 2019 fichó como presentador principal de Todo es mentira en la cadena Cuatro, con horario de 15:45 a 17:30 de lunes a viernes no festivos.

## Vida personal
Desde 2008 hasta 2014 mantuvo una relación sentimental con la presentadora catalana Ruth Jiménez, con la que tuvo un hijo llamado Julio en 2009.
En 2015 conoció a la modelo e instagramer Laura Escanes, 22 años menor que él, a través de la red social Instagram. En julio de 2015 oficializaron su relación y dos meses después Risto le pidió matrimonio en el Teatro Borràs de Barcelona durante un espectáculo. El 20 de mayo de 2017 tuvo lugar su boda en la masía Mas Cabanyes (Argentona) ante 450 invitados. El 25 de febrero de 2019 la pareja anunció que estaban esperando su primer hijo. El 2 de octubre de 2019 nació su hija, Roma. La pareja anunció su separación en septiembre de 2022.
Tras la ruptura con Escanes, el presentador se ha relacionado sentimentalmente con otras mujeres también muy jóvenes como la farmacéutica y nutricionista, Natalia Almarcha (2022-2024) o la actriz, Grecia Castta con la que mantuvo una breve relación de 4 meses, durante octubre de 2024 hasta febrero de 2025.
En marzo de 2025, se da a conocer su relación sentimental con la empresaria y experta en I.A., Laia Grassi. La cual también aparece dando una entrevista en el programa de Risto, Viajando con Chester.
Risto tiene apadrinado un equipo de fútbol aficionado que integra personas de diversos países.

## Trayectoria

### Programas de televisión
| Año             | Programa                      | Canal     | Notas       |
| --------------- | ----------------------------- | --------- | ----------- |
| 2006            | El invento del siglo          | Antena 3  | Jurado      |
| 2006 – 2009     | Operación Triunfo             | Telecinco | Jurado      |
| 2007            | Paranoia Semanal              | Antena 3  | Colaborador |
| 2007            | Channel N.º4                  | Cuatro    | Colaborador |
| 2008            | Tal cual lo contamos          | Antena 3  | Colaborador |
| 2009            | G-20                          | Telecinco | Presentador |
| 2011 – 2013     | Tú sí que vales               | Telecinco | Jurado      |
| 2014 – presente | Viajando con Chester          | Cuatro    | Presentador |
| 2015            | Al rincón                     | Antena 3  | Presentador |
| 2017            | All you need is love... o no  | Telecinco | Presentador |
| 2017-presente   | Got Talent España             | Telecinco | Jurado      |
| 2018            | Factor X                      | Telecinco | Jurado      |
| 2019-presente   | Todo es mentira               | Cuatro    | Presentador |
| 2020            | Conversaciones en Fase Zero   | Cuatro    | Presentador |
| 2021            | Top Star ¿Cuánto vale tu voz? | Telecinco | Jurado      |
| 2021            | Todo es verdad                | Cuatro    | Presentador |
| 2023            | Got Talent: All Stars         | Telecinco | Jurado      |
| 2024            | Demos. El gran sondeo         | Telecinco | Presentador |

#### Como invitado
| Año       | Programa                    | Canal          | Notas    |
| --------- | --------------------------- | -------------- | -------- |
| 2006      | Buenafuente                 | Antena 3       | Invitado |
| 2006-2008 | El hormiguero               | Cuatro         | Invitado |
| 2007      | Silenci?                    | TV3            | Invitado |
| 2007      | Paranoia semanal            | TV3            | Invitado |
| 2007-2008 | No em ratllis!              | TV3            | Invitado |
| 2007-2010 | TeleMonegal                 | Betevé         | Invitado |
| 2008      | La tarda                    | TV3            | Invitado |
| 2008      | Somiers                     | TV3            | Invitado |
| 2008      | Menuda noche                | Canal Sur      | Invitado |
| 2008-2009 | Salvados                    | laSexta        | Invitado |
| 2009      | El club                     | TV3            | Invitado |
| 2009      | Alguna pregunta més?        | TV3            | Invitado |
| 2009      | Tvist                       | TV3            | Invitado |
| 2009-2012 | El gran debate              | Telecinco      | Invitado |
| 2011      | Con Hache de Eva            | laSexta        | Invitado |
| 2011      | ¡Qué tiempo tan feliz!      | Telecinco      | Invitado |
| 2011-2012 | No me la puc treure del cap | TV3            | Invitado |
| 2011-2013 | Divendres                   | TV3            | Invitado |
| 2013      | Ilustres ignorantes         | Movistar Plus+ | Invitado |
| 2013      | Àrtic                       | TV3            | Invitado |
| 2013      | Migdia amb Ruth Jiménez     | TV3            | Invitado |
| 2014      | En la caja                  | Cuatro         | Invitado |
| 2014      | Hable con ellas             | Telecinco      | Invitado |
| 2015      | El último mono              | laSexta        | Invitado |
| 2015      | Zapeando                    | laSexta        | Invitado |
| 2016      | Late motiv                  | Movistar Plus+ | Invitado |
| 2017      | Planeta Calleja             | Cuatro         | Invitado |
| 2017      | Dani&Flo                    | Cuatro         | Invitado |
| 2017-2018 | Viva la vida                | Telecinco      | Invitado |
| 2017-2023 | Sálvame                     | Telecinco      | Invitado |
| 2018      | Sábado Deluxe               | Telecinco      | Invitado |
| 2021      | Los teloneros               | Cuatro         | Invitado |
| 2022      | Preguntes freqüents         | TV3            | Invitado |
| 2023      | Focus                       | Cuatro         | Invitado |

### Programas de radio
| Año       | Programa         | Emisora     | Notas       |
| --------- | ---------------- | ----------- | ----------- |
| 2007      | Protagonistas    | Punto Radio | Colaborador |
| 2007-2008 | Julia en la Onda | Onda Cero   | Colaborador |

### Series
| Año  | Serie         | Canal     | Personaje | Notas      |
| ---- | ------------- | --------- | --------- | ---------- |
| 2007 | Los Serrano   | Telecinco | Él mismo  | 1 episodio |
| 2013 | Polònia       | TV3       | Becario   | 1 episodio |
| 2019 | Vida perfecta | #0        | Él mismo  | 1 episodio |

## Libros
- El pensamiento negativo, (Editorial Espasa-Calpe, 2008)
- El sentimiento negativo, (Editorial Espasa-Calpe, 2009)
- Que la muerte te acompañe (Editorial Espasa-Calpe, 2011)
- #Annoyomics: El arte de molestar para ganar dinero, (Editorial Gestión 2000, 2012)
- No busques trabajo: 50 excusas para no autoemplearse, (Editorial Gestión 2000, 2013)
- Urbrands: construye tu marca personal como quien construye una ciudad, (Editorial Espasa-Calpe, 2014) (Premio Espasa de Ensayo)
- X, (Editorial Espasa-Calpe, 2016)
- Diccionario de las cosas que no supe explicarte, (Editorial Espasa-Calpe, 2019)
- El Chisme (Editorial Espasa, 2021)[35]
- Manual de Segundos Auxilios (Editorial Espasa, 2022)[36]
- 16 notas (Editorial Grijaldo, 2023)[37]

## Premios
- 2023, Premio Antena de Oro: Premio a su trayectoria en televisión, en programas como Todo es Mentira.[38]